# Cyrtinus hispidus
Cyrtinus hispidus är en skalbaggsart som beskrevs av Martins och Maria Helena M. Galileo 2009. Cyrtinus hispidus ingår i släktet Cyrtinus och familjen långhorningar. Inga underarter finns listade i Catalogue of Life.